# Giudaismo messianico

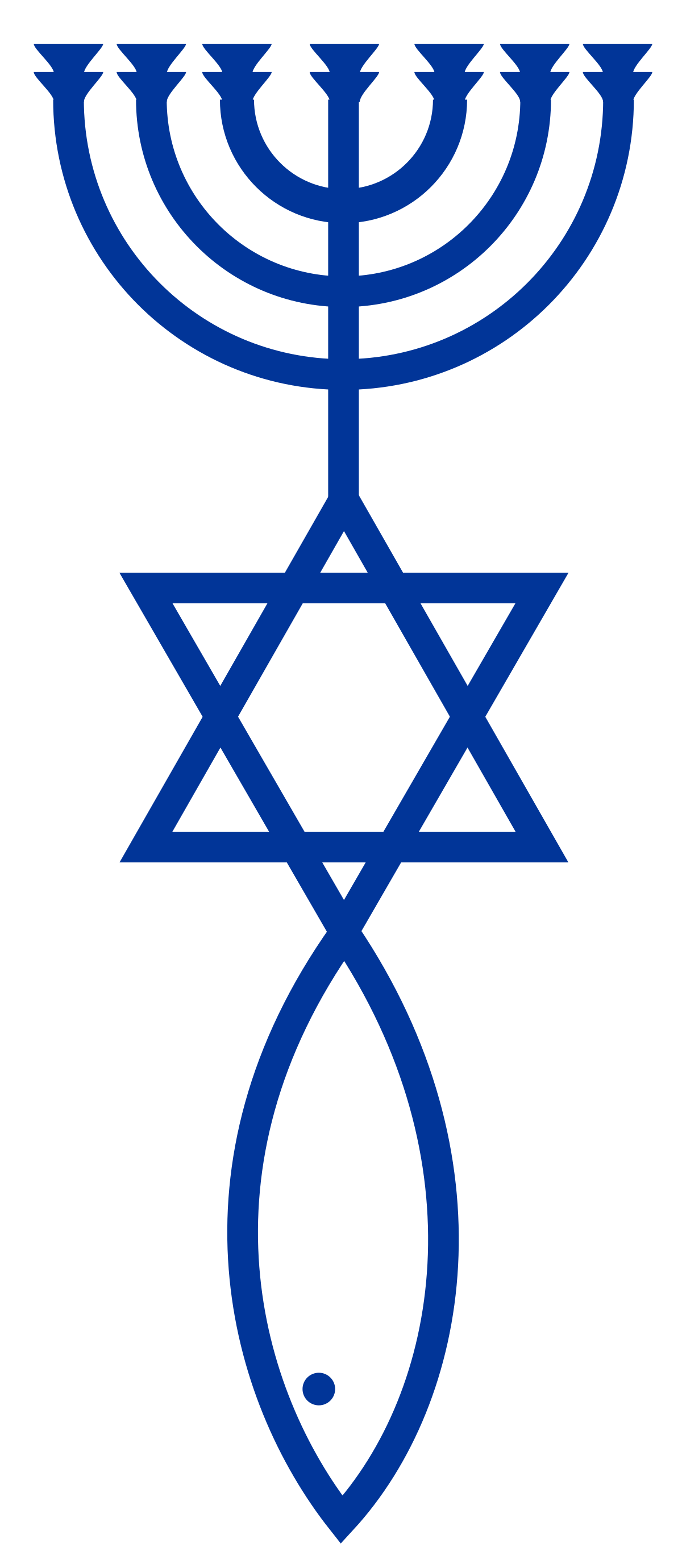
Il sigillo messianico di Gerusalemme, simbolo giudaico-messianico: la Menorah unita con la Maghen David e l'Ichthys.

Il Giudaismo messianico è un movimento religioso giudeo-cristiano in seno all'evangelicismo, nato intorno agli anni settanta e sviluppatosi a partire dagli anni ottanta, i cui membri condividono in genere la dottrina cristiana sulla figura di Yeshua HaMaschiach (Gesù Cristo).
I giudeo-messianici non vanno equivocati con gli ebrei cattolici, i quali, seppur rappresentino un movimento d'ispirazione giudeo-cristiana, si sono altresì sviluppati in ambito al cattolicesimo e sono posti sotto l'autorità della Chiesa cattolica.
Il Giudaismo messianico non va peraltro confuso con l'ebraismo di cui non fa parte. L'ebraismo non crede infatti che il Messia sia giunto, bensì ne attende ancora la venuta. Il Giudaismo messianico è invece un movimento religioso cristiano di matrice evangelica i cui fedeli sono in gran parte giudei che riconoscono in Yeshua (Gesù) la figura del Messia.

## Nascita e sviluppo
Maghen David con incorporata la Croce di Cristo, emblema n.44 del VA. Questo emblema viene scolpito sulle lapidi dei soldati americani di fede giudaico-messianica.
Il moderno giudaismo messianico o movimento messianico è un movimento recente, iniziato nel XIX secolo all'interno del cristianesimo evangelico. Anche se già nel 1718 John Toland, nella sua opera Nazarenus, ha suggerito che "i cristiani debbano mantenere la Torah tra gli ebrei". Solo nel XIX secolo il movimento cristiano ebraico nacque in Inghilterra. Nel 1886, fu fondata a Chișinău (nella odierna Moldavia) la prima congregazione giudaico-messianica moderna da Ioseph Rabinovich.
In Inghilterra il movimento prese vita con il principio di base di riunire i cristiani alle loro origini ebraiche, al fine di convincerli della loro identità ebraica attuale e futura, essendo stata organizzata la Hebrew-Christian Alliance of Great Britain nel 1866. Negli Stati Uniti, una simile organizzazione è stata fondata nel 1915, la Hebrew-Christian Aliance of America, il cui nome fu cambiato in Messianic Jewish American Alliance nel 1976. Nel 1925, un'organizzazione internazionale, la International Hebrew-Christian Alliance, è stata creata con lo stesso scopo e più tardi verrà chiamata International Messianic Jewish Alliance. Nel 1979 venne fondata la Union of the Messianic Jewish Congregations (UMJC).
Nel 1970 il movimento viene riformato da Martin Chernoff, diventando quello che è adesso.

### Presenza in Germania
Ad oggi ci sono 40 luoghi di culto messianici compresi quelli nelle città di Berlino, Düsseldorf, Francoforte, Amburgo, Hannover, Heidelberg, Karlsruhe, Colonia, Monaco di Baviera e Stoccarda.
Tra gli ebrei, la loro opera missionaria è considerata offensiva. Nel marzo 2011, 23 scienziati provenienti da Europa e Israele hanno partecipato al primo simposio teologico messianico europeo a Berlino.

## Identità e rapporti con altri gruppi

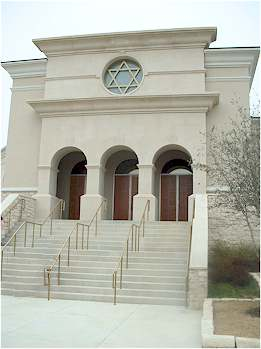
Sinagoga giudaico-messianica Baruch HaShem, Dallas, USA

I giudeo-messianici condividono con le altre confessioni cristiane la visione trinitaria di Dio e la credenza che Yeshua sia il verbo incarnato. Sono solo alcuni gruppi, come per esempio la House of Yahweh di Yisrayl Hawkins (nato nel 1974 nell'ambito dell'Avventismo), che tendono a rifiutare la visione trinitaria.
Tra i vari gruppi messianici il gruppo Ebrei per Gesù (Jews for Jesus) è un'organizzazione cristiana evangelizzatrice statunitense dedicata principalmente alla conversione degli ebrei al Cristianesimo.

## Teologia
Oltre ad accettare Yeshua come il Messia profetizzato nell'Antico Testamento, i messianici seguono in certa forma alcuni riti tratti dalla tradizione ebraica, festeggiando Shabbat, Pesach, Sukkot, Yom Kippur, Rosh Hashanah ed altre feste ebraiche, ma anche quelle cristiane.
Come già spiegato, essi praticano in certo modo alcuni rituali ebraici, tra cui la celebrazione del Bar mitzvah e Bat Mitzvah, la recitazione del Kaddish per i defunti, leggono il Pentateuco usando anche tefillin e talled.

### Trinità
Non c'è una confessione unanime nel movimento giudeo-messianico sul dogma della Trinità, composta da Padre, Figlio e Spirito Santo: in gran parte l'accettano; mentre (come già detto) solo alcuni la negano.

### Canone biblico
Le Sacre Scritture giudeo-messianiche sono la Bibbia ebraica (Tanakh) ed il Nuovo Testamento.
Il teologo David H. Stern nel suo Commentario del Nuovo Testamento Ebraico sostiene che Shaul (Paolo di Tarso) è completamente coerente con il giudaismo messianico, e che la  "Nuova Alleanza", meglio nota come Nuovo Testamento, deve essere vista dagli ebrei messianici come "la parola ispirata di Dio".
Il canone biblico messianico ha delle differenze dal canone cristiano. Infatti mancano alcuni libri quali i deuterocanonici:
- Pentateuco
- Profeti
- Agiografi
- Vangelo
- Atti degli Apostoli
- Lettere di Paolo
- Lettere degli apostoli
- Apocalisse di Giovanni

### Circoncisione
Alcuni messianici maschi praticano la circoncisione. La circoncisione non è necessaria in caso di conversione.

### Battesimo
I messianici praticano il battesimo in età adulta; il battesimo avviene per immersione.

### Eucaristia

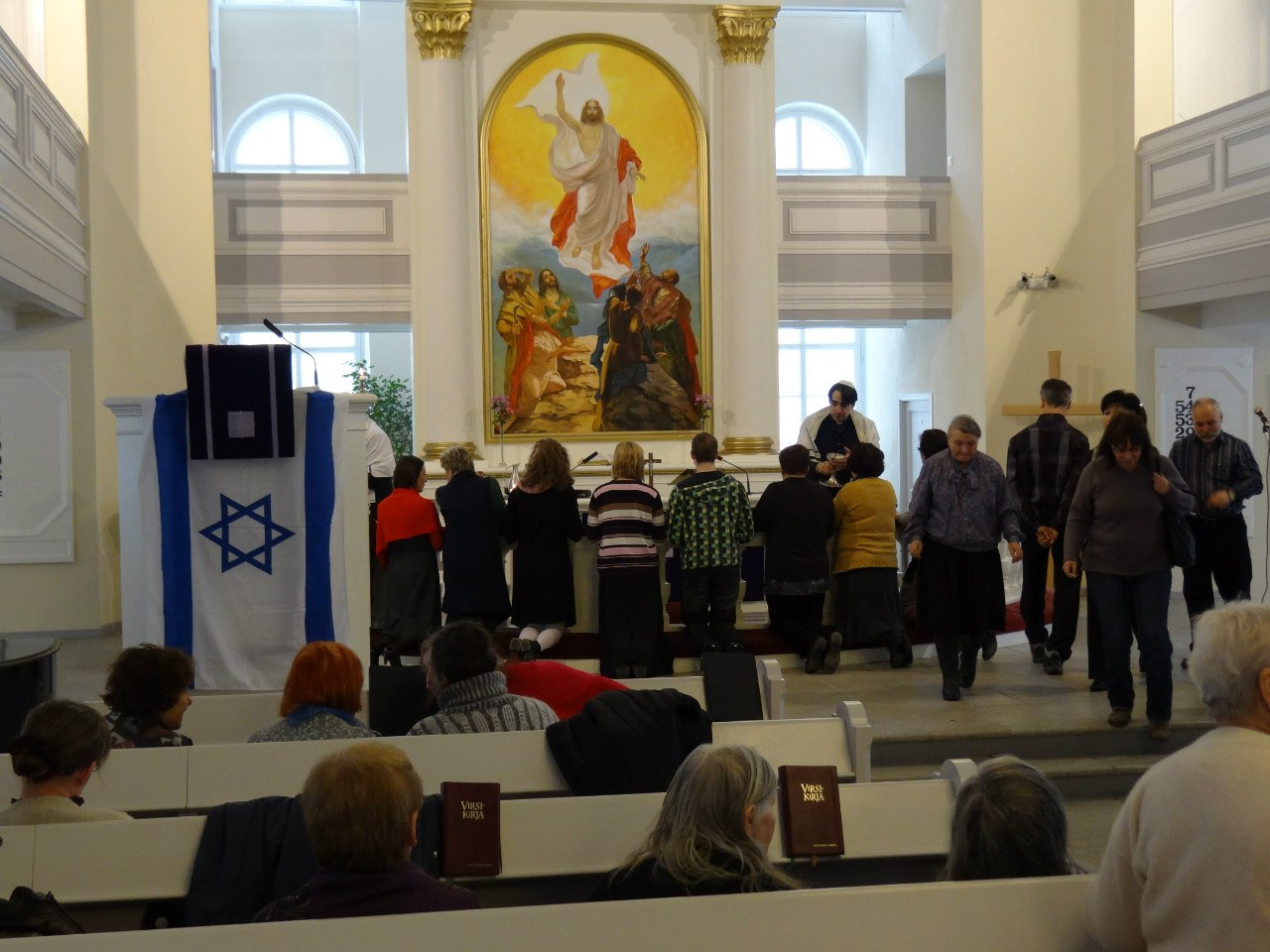
Celebrazione giudeo-messianica del Purim all'interno della Chiesa Evangelica Luterana della Santa Maria, San Pietroburgo, Russia

I messianici non hanno una visione unitaria sull'eucaristia; alcuni di essi celebrano la santa cena una volta al mese, come fanno tradizionalmente vari altri gruppi cristiani. In generale interpretano la comunione come una forma di Pasqua ebraica rifacendosi dunque, nella celebrazione eucaristica, a rituali tipici del Seder di Pesach.

### Alimentazione
L'osservanza delle leggi dietetiche kosher è oggetto di un dibattito continuo tra i messianici. Alcuni rispettano una forma di dieta kosher esclusivamente per scopi di proselitismo verso gli ebrei. La maggior parte evita di mangiare carne di maiale, lardo e frutti di mare, ma c'è disaccordo sul rispetto più rigoroso del kosher.

### Concezione del peccato
I messianici ritengono che il peccato sia una trasgressione delle leggi contenute nella Torah. Alcuni praticano alcuni rituali penitenziali legati alla festivita delli Yom Kippur.

### Preghiera
Nel pregare le congregazioni messianiche si rifanno ad alcune preghiere tipiche della tradizione ebraica.

### Conversione
Ci sono varie prospettive nel mondo messianico sull'"identità di un ebreo". Il Messianic Jewish Rabbinical Council, (West Haven, Connecticut, 2006)  riconosce come ebreo un individuo nato da una madre ebrea, o che si è convertito al giudaismo. Assorbendo anche le prospettive dell'ebraismo ricostruzionista, il MJRC riconosce anche come ebreo un individuo nato da padre ebreo (ma non da una madre ebrea), a condizione che la famiglia del bambino (o dell'adulto) abbia intrapreso pubblici e formali atti di identificazione dell'individuo con la fede ebraica ed il popolo ebreo. La quasi assoluta maggioranza dei messianici non sono di origine ebraica.